# Fine Living Network
Fine Living Network, nota anche come FLN o Fine Living è stata una rete televisiva tematica statunitense di proprietà di Scripps Networks Interactive.
Il canale è stato fondato nel 2002 a Los Angeles (California). Nel 2005 la sede si è spostata a Knoxville dopo l'accorpamento con HGTV.

## Versioni estere
Dal settembre 2004 all'ottobre 2009 in Canada ha trasmesso una versione canadese del canale Fine Living. 
Il 26 marzo 2014 in Italia ha preso avvio il canale Fine Living.

## Rinascita come canale di cucina e chiusura
Nell'ottobre 2009 è stata annunciata la chiusura di Fine Living e la successiva rinascita con il nome Cooking Channel, canale dai contenuti simili all'omologo Food Network. Nel 2010 il canale ha chiuso.

## Programmi in onda
- All-Girl Getaways
- All That's Fit
- American Shopper
- The Art of the Party
- Any Given Latitude
- Back to Basics
- The Best Of
- Big City Broker
- The Biggest Loser
- Born American
- Breathing Room
- Bulging Brides
- Buy Me
- A CARography
- Collector Car Auction
- Cool Kids' Parties
- Dating the Enemy
- Deconstructed
- Design Inc.
- Dinner Date
- Dream Drives
- Dwell
- Emeril Live
- The Fix
- Follow That Food
- Food Finds
- From the Ground Up
- The Genuine Article
- The Great Adventure
- Great Cocktails
- Glutton for Punishment
- Groomed
- Haunted Homes
- Iron Chef Japan
- I Want Your Job
- I Want That!
- I Want That! Baths
- I Want That! Kitchens
- I Want That! Tech Toys
- The Last 10 Pounds Boot Camp
- Life in the Fast Lane With Steve Natt
- Lulu's House
- Made to Order
- Mail Order Makeover
- The Manual
- Martha
- Me vs. Me
- Mission Organization
- Mixing With the Best
- Molto Mario
- NapaStyle
- Newlywed, Nearly Dead?
- Pack Your Toothbrush
- Pairings with Andrea
- Plastic Makes Perfect
- Queer Eye
- Radical Sabbatical
- Real Estate Confidential
- The Right Fit
- Road and Track
- Room Service
- Sheila Bridges: Designer Living
- The Shopping Bags
- The Shopping Detective
- Shopping With Chefs
- Simply Wine with Andrea Immer
- The Thirsty Traveler
- Three Sheets
- Time Makeover
- Tricks of the Trade
- The Wall Street Journal Weekend
- Wedding SOS
- Whatever, Martha
- What You Get for the Money?
- Wolfgang Puck
- Wingman
- Work That Room with Christopher Lowell
- Your Private Island
- Your Reality Checked